# Burg Hunnesrück
Die Burg Hunnesrück war eine im 13. Jahrhundert errichtete Höhenburg, deren
Ruinenreste sich in den Amtsbergen bei Dassel im Landkreis Northeim in Südniedersachsen befinden.
Die Burg wurde im 13. Jahrhundert erbaut und 1521 während der Hildesheimer Stiftsfehde zerstört. Erhalten sind Graben-, Mauer- und Wallreste.

## Geographische Lage
Die Burgruine Hunnesrück liegt im Südteil der Amtsberge (max. 392,2 m ü. NN) 2,3 km nördlich von Dassel bzw. rund 1,4 km westsüdwestlich vom Gut Hunnesrück, zudem in der Nähe des Eselsteichs. Sie befinden sich auf einem waldreichen Ausläufer, der eine 317 m ü. NN hohe Erhebung des Gesteins des unteren Muschelkalks östlich des Spüligbachtals ist. Vermutlich war die Wallburg Dassel eine Vorgängeranlage der Burg Hunnesrück.

## Baubeschreibung
Die durch Verteidigungsanlagen mehrfach gestaffelte Burg befand sich aufgrund der umgebenden Steilabfälle, insbesondere nach Westen, in einer günstigen strategischen Lage. Bis zur Einführung von Feuergeschützen galt sie als uneinnehmbar. Aus dieser erhabenen Lage ist ein Blick auf die Dasseler Börde und in das Markoldendorfer Becken bis zum Harz hin möglich.
Bei Ausgrabungen wurden zwischen 1957 und 1959 sowie 1964 Grabenreste, Toranlage, Zwinger, Bergfried und andere Mauerzüge freigelegt.
Die eine Gesamtgröße von 180 × 90 m besitzende Anlage ist aus dem Südsporn des Amtsberges herausgearbeitet worden. Die aus Graben und Vorwall bestehende Befestigung der Vorburg endet am Steilabfall im Südwesten. Die 65 × 40 m große Hauptburg ist von einem bis zu 10 m breiten Graben umgeben, zur Feldseite auch von einem vorgelagerten Wall. Die Innenbebauung ist nach Art einer Randhausanlage gestaltet, bei der sich die Bauten entlang der Ringmauer um den Innenhof mit einer Zisterne gruppieren. An der Südwestecke steht neben dem Haupttor ein repräsentativer, wohnturmartiger Palas. An der Nordseite befindet sich ein runder Bergfried und im Osten die Burgkapelle. Ein mächtiger Rundturm mit 13,5 m Durchmesser deckte als Geschützturm den Zugang über den Außengraben. Er gehörte wie die Vorburg und mehrere Bastionen einer späteren Ausbauphase an. Im Südwesten sind Spuren einer Außensiedlung bekannt. Von der Eroberung in der Stiftsfehde zeugen Überreste eines Belagerungsturms von 1521. Größtenteils bestand ein doppeltes Wallsystem, wie Airborne-Laserscanning-Untersuchungen verdeutlichen.

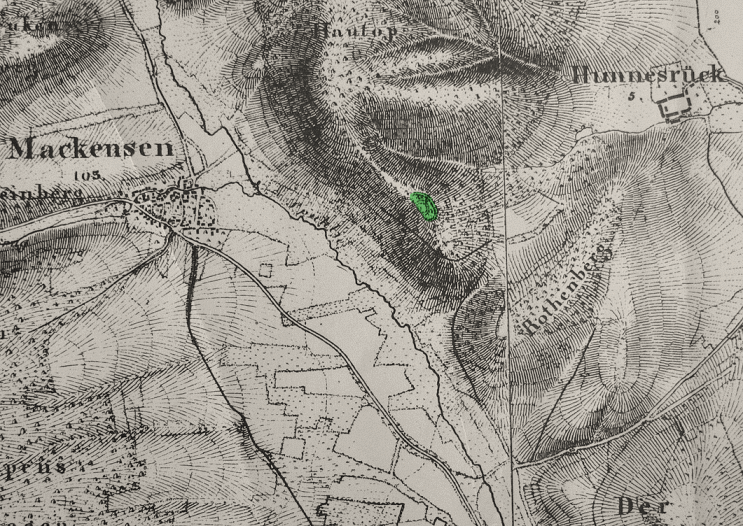
Burgreste (grün) zwischen Mackensen und Gut Hunnesrück
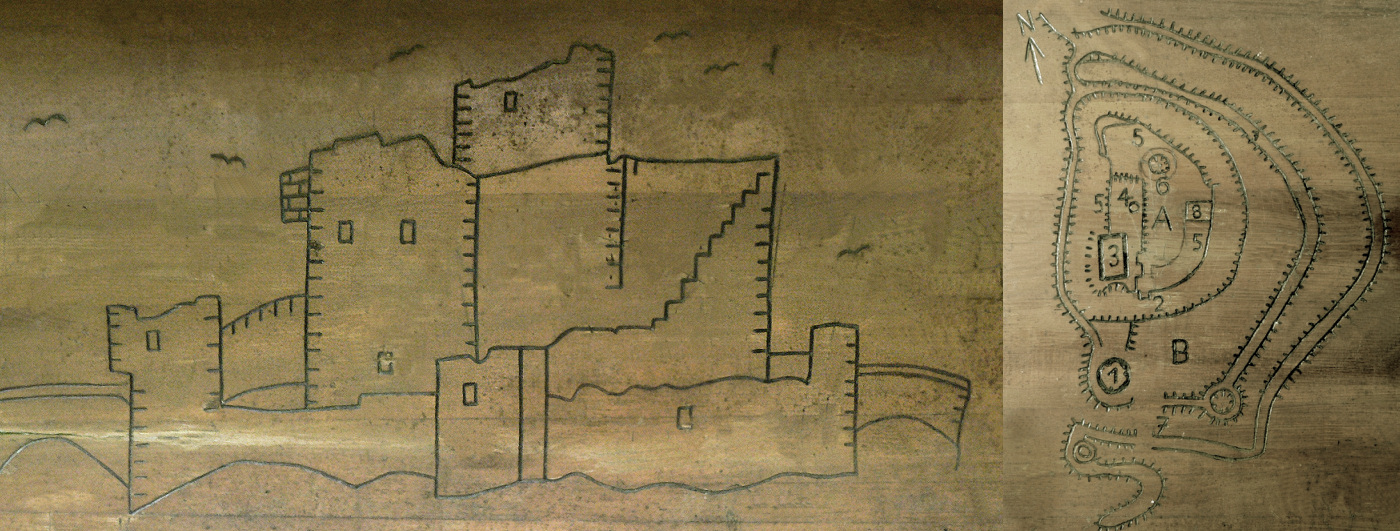
Burgruine Hunnesrück (vergrößerte Kopie einer Zeichnung Krabbes von 1603) und Lageplan
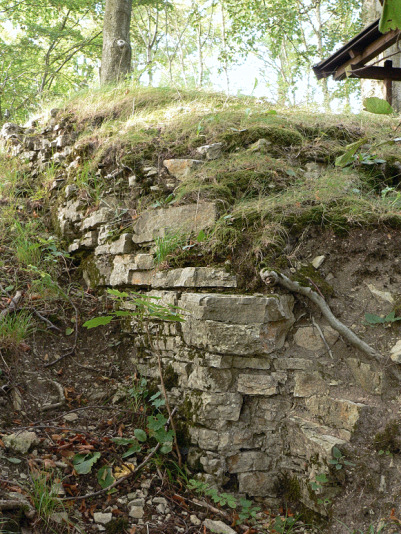
Mauerreste der Burg

## Geschichte
Die Grafen von Dassel verfügten an ihrem Stammsitz Dassel, nach dem sie sich benannten, anfangs über eine Burg auf dem Burgberg des Ellenser Waldes südlich der Ilme. Darauf hatte 1596 Johannes Letzner, der die Gegend aus seiner Pastorentätigkeit in Lüthorst kannte, in seiner Chronik hingewiesen. Wie Airborne-Laserscanning-Untersuchungen 2009 ergaben, handelte es sich dabei um eine Hangburg, deren Außenwallanlage zum Teil noch heute sichtbar ist. Zudem hatten sie einen befestigten Hof in der heutigen Altstadt Dassels. Die erste Burg der Grafen ist bisher weder urkundlich noch archäologisch erfasst. Eine Erwähnung in einer Urkunde Bischof Heinrichs im Jahr 1357 zweier Schlösser bei Dassel lässt offen, ob damit der Hof in dem inzwischen zur Stadt gewordenen Ort oder die alte Hangburg gemeint ist (sloten to hundesrughe un to daße).
Aus diesen Gründen ist die nördlich der Ilme gelegene Burg Hunnesrück die zweite Burg der Grafen an ihrem Stammsitz Dassel. Die Notwendigkeit zum Neubau einer Höhenburg ergab sich daraus, dass Baustil und Lage der in das ausgehende Frühmittelalter datierten Vorgängeranlage überholt waren. Die Burg Hunnesrück wurde von den Grafen von Dassel wahrscheinlich in den 1270er Jahren nach der Teilung der Grafschaft Dassel erbaut. In mittelalterlichen Urkunden wird sie als de Hundesrügge bezeichnet. Ihre erste urkundliche Erwähnung fand sie 1310 beim Verkauf der Restgrafschaft Dassel durch Simon von Dassel an den Bischof Siegfried von Hildesheim. Dessen Nachfolger ließ sie renovieren.
Von 1310 bis 1523 war Dassel Exklave des Hochstifts Hildesheim. Die Burg Hunnesrück war die einzige Burg in dieser Exklave. Sie wurde in dieser Zeit von verschiedenen Adelsfamilien verwaltet und war Sitz des Amtsvogts für das Amt Hunnesrück. 1367 stellte sie dem Bischof Gerhard von Berg ein Kontingent von Rittern für die Schlacht von Dinklar und leistete so einen Beitrag zu seinem Sieg.
Während der Hildesheimer Stiftsfehde zogen 1521 Truppen der Herzöge Erich I. zu Calenberg und Heinrich dem Jüngeren von Wolfenbüttel vor die Burg. Sie ließen sie vom benachbarten Höhenzug Hatop aus mit schweren Geschützen beschießen und nahmen sie ein. Ihre baulichen Reste wurden 1527–1530 bei der Errichtung der Erichsburg weiter verwertet. 1603 zeichnete Johannes Krabbe als Augenzeuge den damaligen Zustand er Ruine in seine Karte des Sollings ein. Die Erichsburg entstand etwa 3 km östlich in einer sumpfigen Niederung durch Herzog Erich I. Heute bestehen von der Burg Hunnesrück einige Mauerreste während ihre Wälle noch eine enorme Höhe aufweisen.